# 山部善次郎
山部 善次郎（やまべ ぜんじろう、1954年9月25日 - ）は福岡県出身の音楽家。通称・山善（YAMAZENとも表記）。本名の山部 洋之名義で活動していたこともある。「博多の爆発男」「ダイナマイト男」「和製ジョン・リー・フッカー」と呼ばれる。博多・めんたいロックの核を担う存在と目されている。

## 経歴
福岡市博多区千代町に生まれ育つ。生家は紙の卸問屋「有限会社紙ヤマベ（株式会社山部紙店）」。福岡教育大学附属福岡小学校時代から洋楽を聴いていた。福岡市立警固中学校3年の時、卒業キャンプで好きな子にローリング・ストーンズの『テル・ミー』を歌おうと練習を始めたことから音楽の道に入る。
1970年、高圧電線で6600ボルトに感電する事故に遭い、左目と鼻を失う。1972年、博多商業高等学校在学中、ビートルズやモンキーズの影響でバンドを結成。博多の伝説的なライブハウス「照和」のオーディションを受け、バンド「田舎者」のメンバーとして「照和」のステージに立つ。その後、九州産業大学商学部経済学科に進学。21歳の頃、山部善次郎と名乗り始める。
バンド「ザ・ドリル」で活動し、1978年には当時のバンド「山善&博多パラダイス」に徳間ジャパンからアルバムリリースの話があり、メジャー・デビューする寸前まで行ったが、録音の出来映えに満足しなかったためにこの話を断り、23歳の時に「ザ・ドリル」を解散。24歳で自らの音楽的才能に見切りをつけ、家業の紙問屋を手伝うために愛媛県松山市へ移住。製紙会社「オリエンタル製紙」で1年間修業した後、博多に帰って家業を継ぎ、紙の配達の仕事を4年間続けたが、29歳のとき仕事で車を運転中にFMラジオからアクシデンツの『雨のメインストリート』がかかってきたのを聴いたのがきっかけで音楽の道に戻る決意を固め、30歳で1stシングル『キャデラック』を完成。34歳の時、メジャー初アルバム『山善フォークジャンボリー』を日本コロムビアからリリース。
音楽活動の傍ら、39歳の時から油絵を描き始め、福岡県立美術館で個展を開催し、福岡県展や朝日新聞賞への入賞歴がある。山部の半生は、2003年に『JNN九州・沖縄ドキュメント ムーブ』で取り上げられたこともある。博多在住。

## 映画出演
- BIG RETURNS（2010年）監督：川瀬美香
- 6600ボルト（2015年公開）監督：下本地崇[18][19]